# AGIL Volley 2022-2023
Questa voce raccoglie le informazioni riguardanti l'AGIL Volley nelle competizioni ufficiali della stagione 2022-2023.

## Stagione
Nella stagione 2022-23 l'AGIL Volley assume la denominazione sponsorizzata di Igor Gorgonzola Novara.
Grazie ai risultati ottenuti nella stagione 2021-22 partecipa alla Supercoppa italiana, sconfitta dall'Imoco.
Partecipa per la dodicesima volta alla Serie A1; chiude la regular season di campionato al quinto posto in classifica, qualificandosi per i play-off scudetto: viene eliminata in semifinale perdendo la serie contro l'Imoco.
Il quarto posto al termine del girone di andata consente all'AGIL di prendere parte alla Coppa Italia, uscendo in semifinale a seguito della sconfitta inflitta dall'Imoco.
Disputa inoltre la Champions League; terminata la fase a gironi al primo posto nel proprio raggruppamento, nella fase a eliminazione diretta esce nelle semifinali: contro l'Eczacıbaşı vince la gara di andata per 3-2, ma perde quella di ritorno per 3-0, estromessa dalla competizione per un peggior quoziente set.

## Organigramma societario
Area direttiva
- Presidente: Giovanna Saporiti

Area tecnica
- Allenatore: Stefano Lavarini
- Allenatore in seconda: Davide Baraldi
- Assistente allenatore: Maurizio Mora
- Scout man: Mattia Gadda

## Rosa
| N° | Nome                 | Ruolo | Data di nascita   | Nazionalità sportiva |
| -- | -------------------- | ----- | ----------------- | -------------------- |
| 1  | Jordyn Poulter       | P     | 31 luglio 1997    | Stati Uniti          |
| 2  | Carlotta Cambi       | P     | 28 maggio 1996    | Italia               |
| 3  | McKenzie Adams       | S     | 13 febbraio 1992  | Stati Uniti          |
| 5  | Giulia Bresciani     | L     | 27 settembre 1992 | Italia               |
| 6  | Gaia Giovannini      | S     | 17 dicembre 2001  | Italia               |
| 7  | Ilaria Battistoni    | P     | 22 aprile 1996    | Italia               |
| 8  | Eleonora Fersino     | L     | 24 gennaio 2000   | Italia               |
| 9  | Caterina Bosetti     | S     | 2 febbraio 1994   | Italia               |
| 10 | Cristina Chirichella | C     | 10 febbraio 1994  | Italia               |
| 11 | Anna Danesi          | C     | 20 aprile 1996    | Italia               |
| 12 | Lucía Varela         | C     | 10 agosto 2003    | Spagna               |
| 13 | Sara Bonifacio       | C     | 3 luglio 1996     | Italia               |
| 14 | Kenia Carcaces       | S     | 23 gennaio 1986   | Cuba                 |
| 15 | Julia Ituma †        | O     | 8 ottobre 2004    | Italia               |
| 99 | Ebrar Karakurt       | O     | 17 gennaio 2000   | Turchia              |

## Mercato
| Acquisti | Acquisti         | Acquisti      | Acquisti   |
| R.       | Nome             | da            | Modalità   |
| -------- | ---------------- | ------------- | ---------- |
| S        | McKenzie Adams   | Eczacıbaşı    | definitivo |
| L        | Giulia Bresciani | Helvia Recina | definitivo |
| S        | Kenia Carcaces   | Megavolley    | definitivo |
| C        | Anna Danesi      | Pro Victoria  | definitivo |
| S        | Gaia Giovannini  | Cuneo Granda  | definitivo |
| O        | Julia Ituma      | Club Italia   | definitivo |
| P        | Jordyn Poulter   | UYBA          | definitivo |
| C        | Lucía Varela     | JAV Olímpico  | definitivo |

| Cessioni | Cessioni              | Cessioni             | Cessioni   |
| R.       | Nome                  | a                    | Modalità   |
| -------- | --------------------- | -------------------- | ---------- |
| C        | Veronica Costantini   | Talmassons           | definitivo |
| S        | Nika Daalderop        | VakıfBank            | definitivo |
| S        | Sofia D'Odorico       | Megavolley           | definitivo |
| P        | Micha Hancock         | Megavolley           | definitivo |
| S        | Britt Herbots         | Firenze              | definitivo |
| L        | Lucia Imperiali       | Vallecamonica Sebino | definitivo |
| O        | Rosamaria Montibeller | UYBA                 | definitivo |
| C        | Haleigh Washington    | Savino Del Bene      | definitivo |

## Risultati

### Serie A1

#### Girone di andata
| 1ª giornata - 23 ottobre 2022 PalaTerdoppio, Novara                        | AGIL                  | 3 - 0 | Helvia Recina   | 25-15, 25-10, 25-21               |
| 2ª giornata - 26 ottobre 2022 Palazzetto dello Sport, Villafranca Piemonte | Pinerolo              | 2 - 3 | AGIL            | 17-25, 25-22, 30-28, 23-25, 11-15 |
| 3ª giornata - 29 ottobre 2022 PalaTerdoppio, Novara                        | AGIL                  | 3 - 0 | Savino Del Bene | 25-17, 25-19, 25-18               |
| 4ª giornata - 2 novembre 2022 PalaPiantanida, Busto Arsizio                | UYBA                  | 0 - 3 | AGIL            | 15-25, 19-25, 20-25               |
| 5ª giornata - 6 novembre 2022 PalaTerdoppio, Novara                        | AGIL                  | 3 - 1 | Bergamo 1991    | 18-25, 25-21, 25-19, 25-21        |
| 6ª giornata - 12 novembre 2022 PalaTerdoppio, Novara                       | AGIL                  | 0 - 3 | Chieri '76      | 16-25, 18-25, 23-25               |
| 7ª giornata - 16 novembre 2022 PalaRadi, Cremona                           | Casalmaggiore         | 2 - 3 | AGIL            | 24-26, 25-22, 27-25, 13-25, 8-15  |
| 8ª giornata - 20 novembre 2022 PalaTerdoppio, Novara                       | AGIL                  | 3 - 0 | Firenze         | 25-19, 25-23, 25-22               |
| 9ª giornata - 9 novembre 2022 PalaTerdoppio, Novara                        | AGIL                  | 0 - 3 | Imoco           | 25-27, 11-25, 23-25               |
| 10ª giornata - 3 dicembre 2022 PalaEvangelisti, Perugia                    | Wealth Planet Perugia | 1 - 3 | AGIL            | 20-25, 15-25, 25-23, 26-28        |
| 11ª giornata - 11 dicembre 2022 Arena di Monza, Monza                      | Pro Victoria          | 2 - 3 | AGIL            | 19-25, 16-25, 25-22, 25-19, 11-15 |
| 12ª giornata - 17 dicembre 2022 PalaTerdoppio, Novara                      | AGIL                  | 3 - 0 | Megavolley      | 25-16, 25-19, 25-18               |
| 13ª giornata - 26 dicembre 2022 PalaCastagnaretta, Cuneo                   | Cuneo Granda          | 3 - 2 | AGIL            | 25-21, 25-27, 25-21, 17-25, 15-12 |

#### Girone di ritorno
| 14ª giornata - 7 gennaio 2023 PalaFontescodella, Macerata       | Helvia Recina   | 1 - 3 | AGIL                  | 21-25, 18-25, 26-24, 18-25        |
| 15ª giornata - 14 gennaio 2023 PalaTerdoppio, Novara            | AGIL            | 3 - 0 | Pinerolo              | 25-12, 25-17, 25-22               |
| 16ª giornata - 21 gennaio 2023 PalaWanny, Firenze               | Savino Del Bene | 2 - 3 | AGIL                  | 32-30, 25-27, 22-25, 25-18, 8-15  |
| 17ª giornata - 4 febbraio 2023 PalaTerdoppio, Novara            | AGIL            | 3 - 2 | UYBA                  | 17-25, 26-24, 23-25, 26-24, 15-10 |
| 18ª giornata - 12 febbraio 2023 Palazzetto dello sport, Bergamo | Bergamo 1991    | 3 - 1 | AGIL                  | 25-21, 25-20, 14-25, 25-19        |
| 19ª giornata - 18 febbraio 2023 PalaMaddalene, Chieri           | Chieri '76      | 3 - 1 | AGIL                  | 25-22, 14-25, 25-15, 28-26        |
| 20ª giornata - 26 febbraio 2023 PalaTerdoppio, Novara           | AGIL            | 3 - 2 | Casalmaggiore         | 25-17, 22-25, 14-25, 25-20, 15-10 |
| 21ª giornata - 6 marzo 2023 PalaWanny, Firenze                  | Firenze         | 2 - 3 | AGIL                  | 25-22, 20-25, 25-22, 23-25, 12-15 |
| 22ª giornata - 11 marzo 2023 PalaVerde, Villorba                | Imoco           | 3 - 1 | AGIL                  | 22-25, 25-23, 25-19, 25-13        |
| 23ª giornata - 19 marzo 2023 PalaTerdoppio, Novara              | AGIL            | 3 - 0 | Wealth Planet Perugia | 25-17, 25-22, 25-14               |
| 24ª giornata - 26 marzo 2023 PalaTerdoppio, Novara              | AGIL            | 1 - 3 | Pro Victoria          | 25-17, 20-25, 21-25, 21-25        |
| 25ª giornata - 1º aprile 2023 PalaCarneroli, Urbino             | Megavolley      | 1 - 3 | AGIL                  | 25-16, 21-25, 20-25, 21-25        |
| 26ª giornata - 8 aprile 2023 PalaTerdoppio, Novara              | AGIL            | 3 - 1 | Cuneo Granda          | 21-25, 25-19, 25-21, 25-17        |

#### Play-off scudetto
| Quarti di finale (gara 1) - 19 aprile 2023 PalaMaddalene, Chieri | Chieri '76 | 2 - 3 | AGIL       | 25-17, 25-19, 22-25, 18-25, 8-15 |
| Quarti di finale (gara 2) - 22 aprile 2023 PalaTerdoppio, Novara | AGIL       | 3 - 0 | Chieri '76 | 25-20, 25-22, 25-15              |
| Semifinali (gara 1) - 26 aprile 2023 PalaVerde, Villorba         | Imoco      | 3 - 0 | AGIL       | 25-16, 25-22, 26-24              |
| Semifinali (gara 2) - 29 aprile 2023 PalaTerdoppio, Novara       | AGIL       | 1 - 3 | Imoco      | 21-25, 18-25, 25-20, 23-25       |

### Coppa Italia
| Quarti di finale - 25 gennaio 2023 PalaTerdoppio, Novara       | AGIL  | 3 - 1 | Chieri '76 | 25-19, 25-23, 23-25, 27-25 |
| Semifinali - 28 gennaio 2023 Unipol Arena, Casalecchio di Reno | Imoco | 3 - 1 | AGIL       | 25-21, 25-22, 18-25, 25-23 |

### Supercoppa italiana
| Finale - 26 novembre 2022 Palazzo Wanny, Firenze | Imoco | 3 - 1 | AGIL | 25-23 17-25 25-17 25-17 |

### Champions League

#### Fase a gironi
| 1ª giornata - 6 dicembre 2022 PalaTerdoppio, Novara               | AGIL         | 3 - 1 | Potsdam      | 25-15, 25-17, 24-26, 25-19 |
| 2ª giornata - 20 dicembre 2022 Sportski centar Voždovac, Belgrado | Stella Rossa | 0 - 3 | AGIL         | 17-25, 20-25, 25-27        |
| 3ª giornata - 10 gennaio 2023 PalaTerdoppio, Novara               | AGIL         | 0 - 3 | VakıfBank    | 21-25, 22-25, 19-25        |
| 4ª giornata - 17 gennaio 2023 PalaTerdoppio, Novara               | AGIL         | 3 - 0 | Stella Rossa | 25-17, 25-15, 25-22        |
| 5ª giornata - 31 gennaio 2023 MBS Arena Potsdam, Potsdam          | Potsdam      | 1 - 3 | AGIL         | 21-25, 17-25, 25-23, 13-25 |
| 6ª giornata - 15 febbraio 2023 PalaTerdoppio, Novara              | VakıfBank    | 1 - 3 | AGIL         | 19-25, 25-17, 22-25, 23-25 |

#### Fase a eliminazione diretta
| Quarti di finale (andata) - 14 marzo 2023 SCHARRena, Stoccarda           | MTV Stoccarda | 1 - 3 | AGIL          | 25-21, 16-25, 21-25, 23-25        |
| Quarti di finale (ritorno) - 22 marzo 2023 PalaTerdoppio, Novara         | AGIL          | 3 - 0 | MTV Stoccarda | 25-18, 25-19, 25-21               |
| Semifinali (andata) - 5 aprile 2023 PalaTerdoppio, Novara                | AGIL          | 3 - 2 | Eczacıbaşı    | 25-23, 25-19, 20-25, 17-25, 16-14 |
| Semifinali (ritorno) - 12 aprile 2023 Burhan Felek Spor Salonu, Istanbul | Eczacıbaşı    | 3 - 0 | AGIL          | 25-22, 25-12, 25-21               |

## Statistiche

### Statistiche di squadra
| Competizione        | Punti | In casa | In casa | In casa | In trasferta | In trasferta | In trasferta | Totale | Totale | Totale |
| Competizione        | Punti | G       | V       | P       | G            | V            | P            | G      | V      | P      |
| ------------------- | ----- | ------- | ------- | ------- | ------------ | ------------ | ------------ | ------ | ------ | ------ |
| Serie A1            | 51    | 15      | 11      | 4       | 15           | 10           | 5            | 30     | 21     | 9      |
| Coppa Italia        | -     | 1       | 1       | 0       | 0            | 0            | 0            | 2      | 1      | 1      |
| Supercoppa italiana | -     | -       | -       | -       | -            | -            | -            | 1      | 0      | 1      |
| Champions League    | 15    | 5       | 4       | 1       | 5            | 4            | 1            | 10     | 8      | 2      |
| Totale              | -     | 21      | 16      | 5       | 20           | 14           | 6            | 43     | 30     | 13     |

G = partite giocate; V = partite vinte; P = partite perse

### Statistiche dei giocatori
| Giocatore      | Serie A1 | Serie A1 | Serie A1 | Serie A1 | Serie A1 | Coppa Italia | Coppa Italia | Coppa Italia | Coppa Italia | Coppa Italia | Supercoppa italiana | Supercoppa italiana | Supercoppa italiana | Supercoppa italiana | Supercoppa italiana | Champions League | Champions League | Champions League | Champions League | Champions League | Totale | Totale | Totale | Totale | Totale |
| Giocatore      | P        | PT       | AV       | MV       | BV       | P            | PT           | AV           | MV           | BV           | P                   | PT                  | AV                  | MV                  | BV                  | P                | PT               | AV               | MV               | BV               | P      | PT     | AV     | MV     | BV     |
| -------------- | -------- | -------- | -------- | -------- | -------- | ------------ | ------------ | ------------ | ------------ | ------------ | ------------------- | ------------------- | ------------------- | ------------------- | ------------------- | ---------------- | ---------------- | ---------------- | ---------------- | ---------------- | ------ | ------ | ------ | ------ | ------ |
| M. Adams       | 22       | 210      | 173      | 16       | 21       | 2            | 18           | 16           | 1            | 1            | 0                   | 0                   | 0                   | 0                   | 0                   | 7                | 48               | 38               | 7                | 3                | 31     | 276    | 227    | 24     | 25     |
| I. Battistoni  | 28       | 27       | 4        | 11       | 12       | 2            | 0            | 0            | 0            | 0            | 1                   | 0                   | 0                   | 0                   | 0                   | 10               | 10               | 3                | 6                | 1                | 41     | 37     | 7      | 17     | 13     |
| S. Bonifacio   | 15       | 96       | 70       | 22       | 4        | 1            | 1            | 1            | 0            | 0            | 1                   | 3                   | 3                   | 0                   | 0                   | 4                | 20               | 13               | 6                | 1                | 21     | 120    | 87     | 28     | 5      |
| C. Bosetti     | 29       | 315      | 257      | 28       | 30       | 2            | 17           | 16           | 1            | 0            | 1                   | 9                   | 8                   | 1                   | 0                   | 9                | 76               | 61               | 11               | 4                | 41     | 417    | 342    | 41     | 34     |
| G. Bresciani   | 14       | 0        | 0        | 0        | 0        | 1            | 0            | 0            | 0            | 0            | 0                   | 0                   | 0                   | 0                   | 0                   | 4                | 0                | 0                | 0                | 0                | 19     | 0      | 0      | 0      | 0      |
| C. Cambi       | 16       | 15       | 9        | 1        | 5        | 2            | 2            | 1            | 1            | 0            | -                   | -                   | -                   | -                   | -                   | 8                | 7                | 2                | 4                | 1                | 26     | 24     | 12     | 6      | 6      |
| K. Carcaces    | 24       | 266      | 245      | 12       | 9        | 2            | 10           | 10           | 0            | 0            | 1                   | 11                  | 11                  | 0                   | 0                   | 9                | 99               | 85               | 5                | 9                | 36     | 386    | 351    | 17     | 18     |
| C. Chirichella | 28       | 211      | 152      | 48       | 11       | 2            | 14           | 5            | 5            | 4            | 1                   | 6                   | 3                   | 3                   | 0                   | 9                | 54               | 41               | 10               | 3                | 40     | 285    | 201    | 66     | 18     |
| A. Danesi      | 25       | 237      | 154      | 68       | 15       | 2            | 21           | 16           | 4            | 1            | 1                   | 4                   | 3                   | 1                   | 0                   | 9                | 84               | 50               | 29               | 5                | 37     | 346    | 223    | 102    | 21     |
| E. Fersino     | 30       | 0        | 0        | 0        | 0        | 2            | 0            | 0            | 0            | 0            | 1                   | 0                   | 0                   | 0                   | 0                   | 10               | 0                | 0                | 0                | 0                | 43     | 0      | 0      | 0      | 0      |
| G. Giovannini  | 21       | 12       | 10       | 0        | 2        | 0            | 0            | 0            | 0            | 0            | 1                   | 0                   | 0                   | 0                   | 0                   | 8                | 4                | 2                | 1                | 1                | 30     | 16     | 12     | 1      | 3      |
| J. Ituma       | 25       | 39       | 34       | 5        | 0        | 2            | 0            | 0            | 0            | 0            | 1                   | 3                   | 3                   | 0                   | 0                   | 10               | 20               | 18               | 2                | 0                | 38     | 62     | 55     | 7      | 0      |
| E. Karakurt    | 30       | 575      | 481      | 49       | 45       | 2            | 54           | 47           | 3            | 4            | 1                   | 14                  | 13                  | 0                   | 1                   | 10               | 204              | 178              | 17               | 9                | 43     | 847    | 719    | 69     | 59     |
| J. Poulter     | 7        | 13       | 3        | 4        | 6        | -            | -            | -            | -            | -            | 1                   | 2                   | 1                   | 1                   | 0                   | -                | -                | -                | -                | -                | 8      | 15     | 4      | 5      | 6      |
| L. Varela      | 8        | 6        | 2        | 2        | 2        | 0            | 0            | 0            | 0            | 0            | 0                   | 0                   | 0                   | 0                   | 0                   | 1                | 2                | 0                | 1                | 1                | 9      | 8      | 2      | 3      | 3      |

P = presenze; PT = punti totali; AV = attacchi vincenti; MV = muri vincenti; BV = battute vincenti